# Cailaco-Rebellion
Die Cailaco-Rebellion zwischen 1719 und 1769 war einer der längsten Konflikte zwischen timoresischen Herrschern (Liurai) und den portugiesischen Kolonialherren. Das Reich von Camenaça führte das anti-portugiesische Bündnis an, zu dem Lolotoe, Cailaco, Lemac Hutu, Leohito (Leo-Hutu), Sanirin (Sanir), Atsabe, Leimea (Lei-Mean), Ai-Funaro, Deribate (Diribate), Ermera (Hermera) und weitere Reiche gehörten. Später führten die Topasse, eine portugiesisch-malaiische Mischbevölkerung, die Rebellion weiter. Am Ende der Rebellion musste Portugal seinen timoresischen Hauptstützpunkt in Lifau aufgeben und ihn nach Dili verlegen. Dies war für die Portugiesen gleichbedeutend mit der endgültigen Aufgabe des Westens Timors.
Benannt ist die Rebellion nach dem timoresischen Reich Cailaco, das als Hauptquartier der Rebellen galt.

## Der Camenaça-Pakt
1719 trafen sich die Liurais von etwa einem Dutzend Reichen aus den beiden timoresischen Provinzen in Camenaça, um ein Bündnis zu schließen. Ein portugiesischer Bericht von 1727 beschreibt die Geschehnisse: Für den Blutschwur wurde ein schwarz-weißer Hund namens Lebo getötet und dessen Blut mit dem der anwesenden Herrscher gemischt und von allen getrunken. Ein heiliges Schwert wurde mit dem mystischen Blut bestrichen und in Camenaça aufbewahrt. Außerdem wurden mehrere Wasserbüffel geopfert. Der Schwur forderte Loyalität bis in den Tod. Ziel des Camenaça-Pakts (Camnace-Pakt) war die Vertreibung der Portugiesen und des Christentums insgesamt, was sich damit zunächst auch gegen die Topasse richtete. 1722 attackierten Krieger von Luca den Trupp von Capitão-mor Joaquim de Matos und seinen Moradores auf dem Weg von Lifau nach Cailaco, die für Portugal die Fintas, die Tributzahlungen der Liurais einsammelten. Bei dem Angriff wurde auf der portugiesischen Seite niemand verletzt, aber die Rebellen töteten später beiden Missionare, die Priester Manuel Rodrigues und Manuel Vieira. Gouverneur António de Albuquerque Coelho (1722 bis 1725) wurde drei Jahre lang von Topasse unter Francisco da Hornay II. in Lifau belagert, die sich den Rebellen angeschlossen hatten. 1725 brach die Rebellion mit aller Kraft hervor, als der Liurai von Lolotoe ablehnte seine Fintas zu zahlen und die portugiesischen Eintreiber nur mit Mühe nach Batugade fliehen konnten. Die Rebellen zerstörten Kirchen und ermordeten Missionare und konvertierte Timoresen.

Die Belagerung Cailacos 1726 auf dem Planta de Cailacao

Der gerade erst neu eingetroffene portugiesische Gouverneur António Moniz de Macedo (1725 bis 1729 und 1734 bis 1739) versuchte mit den Rebellen zu verhandeln, entsandte aber dann Truppen von Batugade und Dili aus nach Cailaco. Hier lebten im Marobotal, bei den Flüssen Marobo und Lóis, relativ isoliert 40.000 Menschen. Die Pedras de Cailaco (Felsen von Cailaco), die Steilwände des Berges Leolaco (1929 m) boten dem Reich von Cailaco eine natürliche Festung und galten als uneinnehmbar. Am 23. Oktober 1726 versammelten die Portugiesen am Fuße des Leolaco insgesamt 4.000 Mann, zu denen auch Topasse unter Francisco da Hornay und loyale Timoresen gehörten. Es wird berichtet, dass Frauen mit ihren Kindern in die Tiefe sprangen, um nicht später als Sklaven verkauft zu werden, und dass die Krieger vor Durst und Hunger das Blut von Tieren tranken. Wurde ein Timorese gefangen, wurde er enthauptet. 700 tote Rebellen zählten die Portugiesen auf den Schlachtfeldern, doch nach über 40 Tagen gaben die Portugiesen am 8. Dezember, auch aufgrund schwerer Regenfälle, die Belagerung auf. Immerhin gaben einige aufständische Liurais am 13. Januar 1727 auf und unterzeichneten ein Bündnis mit den Portugiesen. Auch willigten sie ein, wieder die Fintas zu zahlen.
Gouverneur Pedro de Melo (1729 bis 1731) zog mit 50 portugiesischen und macanesischen Soldaten über Dili nach Manatuto, wo er am 18. Oktober 1730 ankam. Nicht nur, dass er die rebellischen Krieger vor Ort nicht vertreiben konnte, er wurde auch 85 Tage in Manatuto von 15.000 Rebellen belagert, bis ihm der Ausbruch am 13. Januar 1731 gelang. Immerhin gelang ihm ein Bündnis mit dem Liurai von Manatuto und anderen Herrschern der Region. Als Melo nach seinem Beinahedebakel nach Lifau zurückkehrte, fand er die dortige Kompanie in Belagerung von Topasse vor, die sich mit den rebellischen Timoresen verbündet hatten. Die Lage der Portugiesen war so schlecht, dass sie sich von Wurzeln, Blättern und pulverisierten Pferdeknochen ernähren mussten. Man erwog schon den Ort niederzubrennen und aufzugeben, doch zum Glück der Portugiesen traf der neue Gouverneur Pedro de Rego Barreto da Gama e Castro (1731 bis 1734) rechtzeitig zur Ablösung mit Verstärkung aus Macau ein. Lifau wurde befreit.
Gama e Castro segelte dann nach Dili, wo er dank der Verträge seines Vorgängers in Verhandlungen mit dem Rebellenführer und Topasse Francisco Fernandes Vaerella treten konnte. In Manatuto wurde wieder eine portugiesische Garnison errichtet. Da sich die Verhandlungen hinzogen, kehrte Gama e Castro nach Lifau zurück und machte einen Zwischenstopp in Batugade. Der dortige Stützpunkt war von den Portugiesen im Laufe der Rebellion aufgegeben worden. Gama e Castro bewog den lokalen Rebellenchef Dom Lourenço da Costa zur Aufgabe. Am 19. September 1731 bat schließlich auch Camenaça um Frieden, doch bereits im selben Monat rebellierte Vaerella, unterstützt von Vemasse. Ein Friedensvertrag wurde am 16. März 1732 geschlossen, doch Gama e Costa war nur kurz Ruhe gegönnt. Mehrfach brachen nun immer wieder neue Rebellionen aus.
Als António Moniz de Macedo zu seiner zweiten Amtszeit 1734 antrat, wurde er überraschend freundlich vom Topasse-Führer Gaspar da Costa begrüßt. Nochmals kam es zum Bündnis zwischen Portugiesen und Topasse. 1735 und 1745 versuchten die Topasse nun die Niederländer aus Timor zu vertreiben und ein letztes Mal 1749 zusammen mit portugiesischen und timoresischen Truppen. Doch der Angriff auf Kupang scheiterte und bei der Schlacht von Penfui am 9. November fanden 40.000 Krieger den Tod. Darunter Gaspar da Costa. Andere Quellen geben an, er wäre erst im April 1751 getötet worden, als die Liurais von Servião sich erneut erhoben. 1752 griffen die Niederländer das Reich von Amarasi und das Topasse-Reich von Noimuti an. Diesen Angriff führte der Deutsche Hans Albrecht von Plüskow, der niederländischer Kommandant von Kupang war. Schließlich schloss ein Großteil der westtimoresischen Herrscher im Vertrag von Paravicini ein Bündnis mit den Niederländern.
1759 entschied sich Gouverneur Vicento Ferreira de Carvalho (1756 bis 1759), aufgrund der Situation aufzugeben und Lifau eigenmächtig an die Niederländer zu verkaufen. Als die Niederländer 1760 unter Hans Albrecht von Plüskow aber Besitz von dem Ort nehmen wollten, sahen sie sich einer Streitmacht der Topasse gegenüber. Von Plüskow wurde von Francisco da Hornay III. und António da Costa ermordet. Inwieweit der neue portugiesische Gouverneur Sebastião de Azevedo e Brito (1759 bis 1760) an der Abwehr beteiligt war, ist in den Quellen widersprüchlich angegeben.

## Aufstand der Topasse
Doch die pro-portugiesische Parteinahme von Francisco da Hornay III. änderte sich. Francisco schloss 1766 im niederländischen Malakka ein Bündnis mit seinem Verwandten António da Hornay und beendete somit die zeitweilige Teilung der Topasse. Ziel war es nun die Portugiesen zu vertreiben und Timor den Niederländern zu sichern. Der Erfolg dieses Plans sollte begrenzt sein, da die Liurais im Osten Timors sowohl gegen Portugiesen als auch Niederländer feindlich gesinnt waren.
Das erste Opfer des Seitenwechsels Franciscos war Gouverneur Dionísio Gonçalves Rebelo Galvão (1763 bis 1765), der am 28. November 1765 von Francisco da Hornay III., António da Costa, Quintino da Conceição und Lourenço de Mello vergiftet wurde. Über die Umstände ist aber nur wenig überliefert. Die Dominikaner António de Boaventura und José Rodrigues Pereira übernahmen daraufhin die Verwaltung der Kolonie, bis der neue Gouverneur António José Teles de Meneses (1768 bis 1776) eintraf. Aber die Portugiesen waren nun in Lifau auf das Äußerte bedroht, da sie nur noch von Manatuto mit Kriegern unterstützt wurden. Teles de Meneses sah sich 1769 aufgrund der schlechten Versorgungslage gezwungen, Macau um Reislieferungen zu bitten, doch das Schiff erreichte Lifau nicht. Die Verbindungen zum Landesinneren wurden durch die Topasse und lokale Timoresen unterbrochen. In der Nacht des 11. August 1769 gab Teles de Meneses Lifau auf. Mit den Schiffen São Vicente und Santa Rosa wurden insgesamt 1200 Einwohner evakuiert; die Hälfte davon Frauen und Kinder. Auf dem Weg nach Osten wurde das Fort in Batugade verstärkt. Schließlich begann Teles de Meneses am 10. Oktober 1769 mit dem Ausbau Dilis als neue Hauptstadt der Portugiesen auf den Kleinen Sundainseln. Die Bucht von Dili war sogar ein besserer Ankerplatz als die Küste bei Lifau, da sie mehr Schutz vor Ost- und Westwinden bot. Zudem machte die Ebene, die sich vor dem Küstengebirge ausdehnt, die Verteidigung gegen Feinde einfacher und es konnte Reis zur Eigenversorgung angebaut werden. In Lifau übernahmen Francisco da Hornay und António da Costa endgültig die Herrschaft über die Region. Zwischen dem niederländischen Kupang und dem portugiesischen Gebiet kontrollierten sie nun 25 bis 30 Leguas der Küste mit mehreren wichtigen Ankerplätzen. Francisco da Hornay bot den Niederländern Lifau an, doch diese lehnten nach reiflicher Überlegung ab.
Lifau fiel in die Bedeutungslosigkeit, Zentrum der Region wurde der Sitz der Topasse-Liurai Pante Macassar. Dili ist heute die Hauptstadt Osttimors, das aus der Kolonie Portugiesisch-Timor hervorging.

## Historische Berichte
Der Portugiese Basilio de Se berichtet ausführlich über die Rebellion. Zudem finden sich in den Archiven die Planta de Cailacao aus dem Jahr 1727, eine Karte der Ereignisse mit ausführlichen graphischen Darstellungen der Ereignisse. Diese einzigartige Karte zeigt Verteidigungsanlagen der Timoresen, die Bewaffnung der portugiesischen Truppen und selbst die Pflanzenwelt Timors zu dieser Zeit.

## Belege
- James J. Fox: The Paradox of Powerlessness: Timor in Historical Perspective, 9. Dezember 1996, Department of Anthropology, Research School of Pacific and Asian Studies, The Australian National University (Memento vom 17. August 2008 im Internet Archive) (PDF-Datei; 68 kB)
- Geoffrey C. Gunn: History of Timor – Technische Universität Lissabon (PDF-Datei; 805 kB)